# Peter Dimmel
Peter Hans Dimmel (* 31. August 1928 in Wien) ist ein österreichischer Bildhauer und Funktionär in verschiedenen  Gehörlosen-Interessenvertretungen.

## Leben und Wirken
Kurz nach der Geburt erkrankte Peter Hans Dimmel an einer schweren Gehirnhautentzündung, in Folge derer er irreversibel ertaubte. Sein Vater, der Maler Herbert Dimmel, ließ den Sohn zunächst zu Hause in Laut- und Gebärdensprache unterrichten. Später besuchte Peter Dimmel die Döblingerschule (Eliteschule für Gehörlose) in Wien, von 1943 bis 1945 studierte er an der Akademie für angewandte Kunst in Wien bei Robert Obsieger. Von 1945 bis 1949 war er Keramiker in der Keramikwerkstätte Angermayr in Eberschwang. Bevor er in Linz freischaffend tätig wurde, besuchte er von 1949 bis 1957 die Kunstschule Linz.
Peter Hans Dimmel engagiert sich seit 1962 für gehörlose Menschen. U.a. organisierte er den Weltkongress der Gehörlosen in Wien 1995 und ist seit Jahrzehnten in vielen Funktionen der Gehörlosen-Interessensvertretung oberösterreich- und österreichweit tätig:
- 1962 bis 1996 Kassier und seit 1996 Leiter des Landesverbandes der Gehörlosenvereine in Oberösterreich
- 1973 bis 1985 Vizepräsident
- 1985 bis 1997 Präsident und seit 1998 Ehrenpräsident des Österreichischen Gehörlosenbundes
- 1979 bis 1998 Obmann und seit 1998 Ehrenobmann des Linzer Gehörlosen Kultur- und Sportvereines[5]
- Seit 2003 Obfraustellvertreter des Manus-Deaf-Theater in Linz[6]

Zu seinen Verdiensten zählt in diesem Zusammenhang die Verankerung der Österreichischen Gebärdensprache in die oberösterreichische Landesverfassung (2001) und in die österreichischen Bundesverfassung (2005) als eigene Sprache. Er ist Gründer der Linzer Fachausbildung zum Gebärdensprache-Dolmetscher und errichtete eine Dolmetsch-Vermittlungszentrale.
Er ist Mitglied der Innviertler Künstlergilde und seit 1953 der Künstlervereinigung MAERZ. Sein Lebenswerk umfasst mehr als 170 Arbeiten, darunter viele Plastiken und Restaurierungsarbeiten für Kirchen insbesondere mit dem Werkstoff Bronze. Die sakralen Werke, insbesondere Volksaltäre, Taufsteine, Tabernakel und Kreuzwege entstanden kurz nach dem II. Vatikanischen Konzil. Seine Bronzetore mit figuralem Schmuck sind einzigartig (u. a. auch das Tor am Linzer Bischofshof).

## Auszeichnungen
- 1988 Berufstitel Professor
- 2000 Humanitätsmedaille des Landes Oberösterreich
- 2007 Goldenes Ehrenzeichen für Verdienste um die Republik Österreich
- 2008 Kulturmedaille des Landes Oberösterreich für seine kulturellen Verdienste als Bildhauer und sein ehrenamtliches Engagement für die Arbeit mit gehörlosen Menschen[12]
- 2010 Life Award[13]
- 2011 Solidaritätspreis der Linzer Kirchenzeitung
- 2012 Ritter des Päpstlichen Ordens vom Hl. Papst Silvester[14]
- 2014 Konsulent für Soziales des Landes Oberösterreich

## Werke

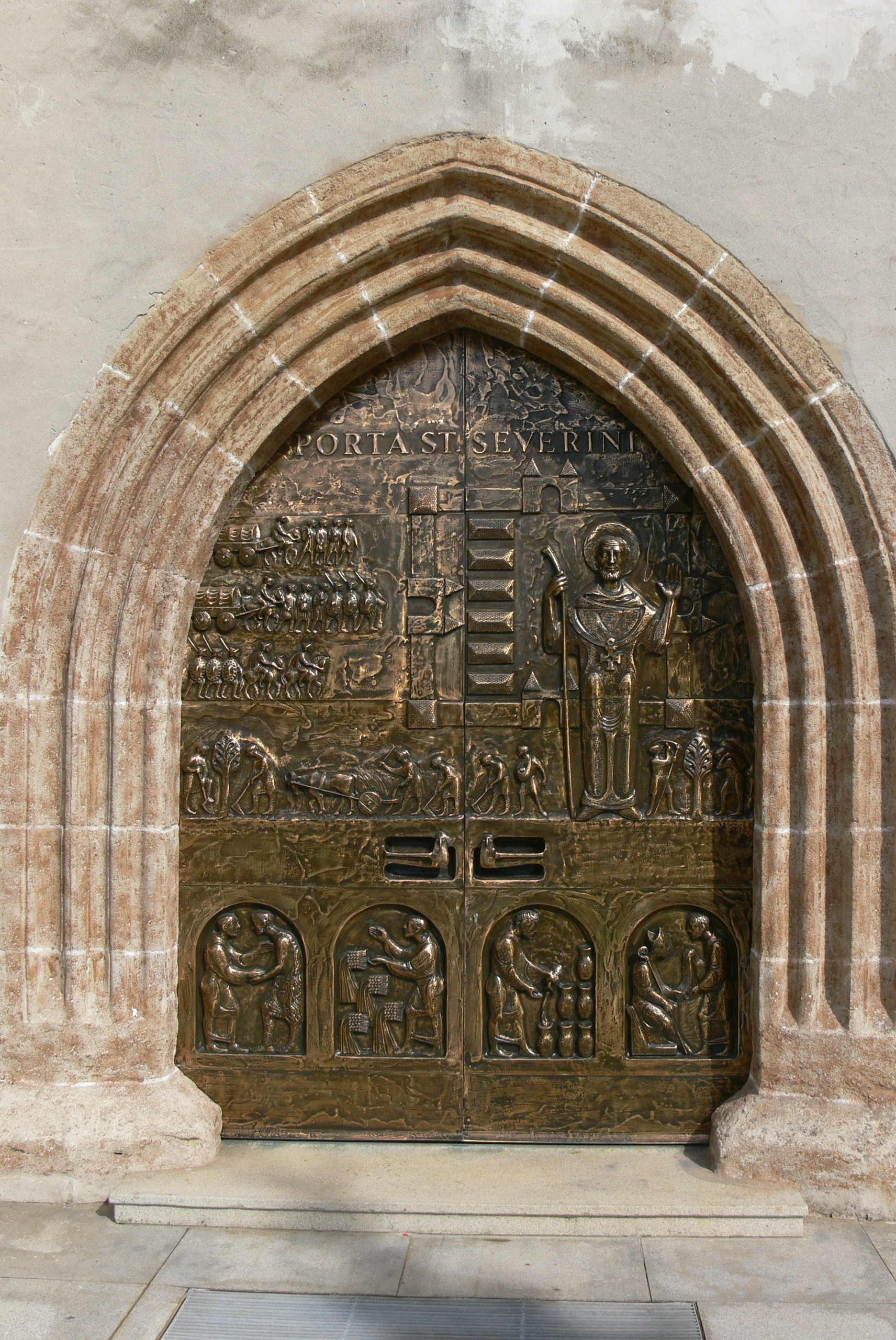
Severinstor der Basilika Enns-Lorch

- 1955 Liegende. Bronzeplastik im Botanischen Garten in Linz
- 1955 Die Welt des Kindes und die Plastik Spielhahn in Linz, Linke Brückenstraße
- 1956 Steinreliefe (Porträtmedaillons) von Anton Bruckner, Johann Adam Pruner, Kaiser Friedrich III. und Johannes Kepler gemeinsam mit Rudolf Maurus Paulczynski im Alten Rathaus in Linz

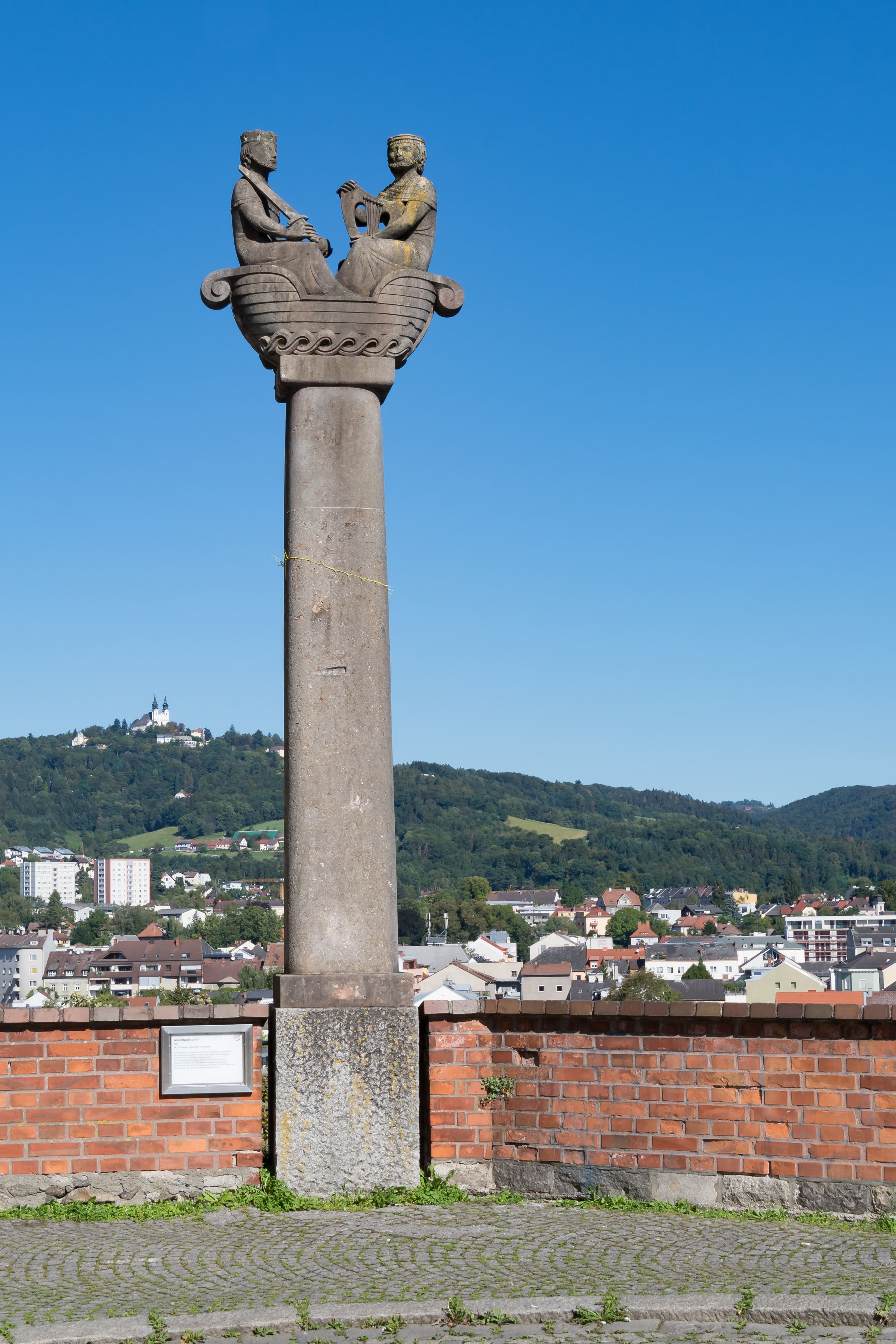
Nibelungenschiff

- 1957 Nibelungenschiff beim Linzer Schloss[15]
- 1959 Hauszeichen Schwarzer Bock, Linz, Altstadt
- 1960/1961 Tore und Kreuzweg in der Pfarrkirche St. Konrad in Linz
- 1962 Steinrelief (?) in der Altstadt (Linz) gemeinsam mit Herbert Dimmel
- 1963 Bronzetor der Pfarrkirche Windischgarsten
- 1965/1966 Tabernakel in der Pfarrkirche Sipbachzell
- 1967 Bronzetor des Linzer Bischofshofes
- 1967 Altartisch, Ambo und Tabernakel der Freistädter Katharinenkirche
- 1969/1970 Ausstattung des neuen Presbyteriums in der Pfarrkirche Rainbach im Mühlkreis
- 1969/1970 Tabernakel, Kreuzweg, Taufsteindeckel, Kreuz und Altarmensa (Volksaltar) in der Pfarrkirche Stadt Haag[16]
- 1970 Florianitor, 1971 Severinstor, 1985 Ostertor der Basilika Enns-Lorch
- 1973 Tabernakel in der Stadtpfarrkirche Perg
- 1974 zwei Bronzetore der Pfarrkirche Altmünster
- 1976/77 Bronzetor der Pfarrkirche Losenstein
- 1978 Bronzetor der Kreuzschwesternkirche in Linz mit Motiven aus dem Leben des heiligen Franz von Assisi
- 1978/1981 Figurengruppe Heilige Familie, Kreuzwegreliefs, Statue Maria Immaculata in der Filialkirche Prinzersdorf
- 1981 Bronzetor der Pfarrkirche Peuerbach
- 1985 Kreuzweg mit sechs Bronzerelieftafeln in der Pfarrkirche Riedberg
- 1986–1989 Die vier Bronzetore in der Pfarrkirche Ried in der Riedmark (Marientor, Christustor, Augustinustor, Remigiustor) nach dem Konzept von Pfarrer Engelbert Leitner
- 1987 Statue Hl. Bruder Konrad in Linz
- Relief im Verhandlungssaal des Bezirksgerichtes Freistadt
- Relief mit den Türmen und dem Freistädter Siegel von 1420 in der Schalterhalle der Freistädtersparkasse (seit 2009 im Mühlviertler Schlossmuseum)
- Kirchenumbauten in Mitterkirchen, Tragwein, Schenkenfelden und Rainbach gemeinsam mit Architekt Anton Zemann
- Einrichtung der Kirche St. Paul zu Pichling (Linz)
- 1993 Bronzetür mit Darstellungen aus dem Leben des Hl. Jakobus des Älteren beim Südportal der Pfarrkirche Neumarkt im Mühlkreis[17]
- Haupt- und Nebenaltar, Tore der Basilika St. Laurentius in Enns (u. a. Westpforte mit Darstellungen aus der Severinlegende)[18]

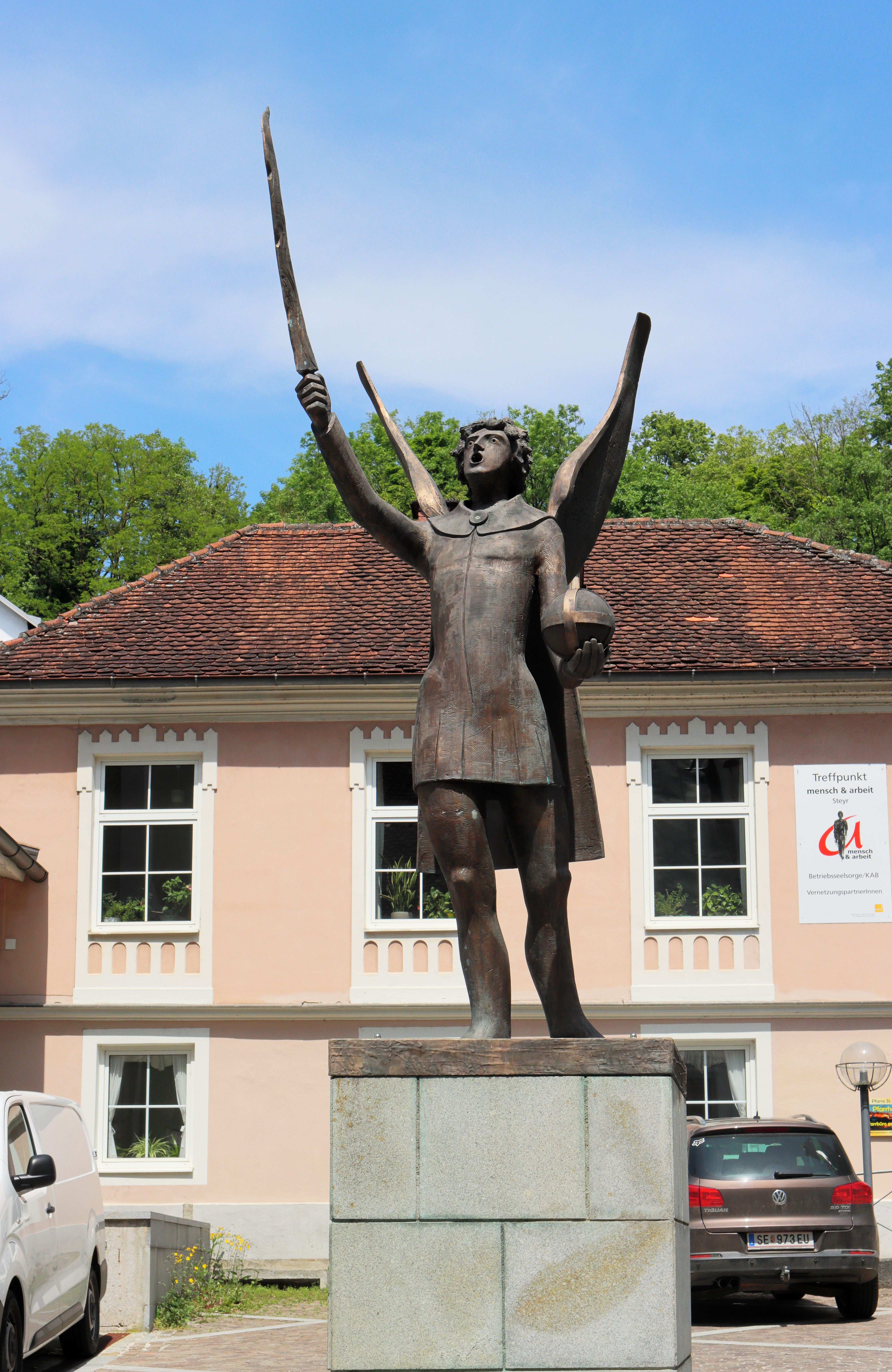
Hl. Erzengel Michael in Steyr

- 2010 Bronzestatue Hl. Erzengel Michael am Steyrer Michaelerplatz[19]

## Ausstellungen
- 1966 Bildhauer des Maerz in der Neuen Galerie der Stadt Linz – Wolfgang-Gurlitt-Museum
- 2008 Tür an Tür – Atelierhaus der Wirtschaft Oberösterreich im Nordico als einer der mehr als 80 Persönlichkeiten des Kunstlebens in Oberösterreich die als Starthilfe in die Selbständigkeit die Ateliers im Dörfl (Egon-Hofmann-Atelierhaus) nutzten.